# Бернкастел-Куес
Бернкастел-Куес (њем. Bernkastel-Kues) град је у њемачкој савезној држави Рајна-Палатинат. Једно је од 107 општинских средишта округа Бернкастел-Витлих. Према процјени из 2010. у граду је живјело 6.675 становника. Посједује регионалну шифру (AGS) 7231008.

## Географски и демографски подаци
Бернкастел-Куес се налази у савезној држави Рајна-Палатинат у округу Бернкастел-Витлих. Град се налази на надморској висини од 110 метара. Површина општине износи 23,7 km². У самом граду је, према процјени из 2010. године, живјело 6.675 становника. Просјечна густина становништва износи 282 становника/km².

## Међународна сарадња
| Мјесто | Држава | Врста сарадње | Од    |
| ------ | ------ | ------------- | ----- |
|        | Пољска | партнерство   | 1993. |
| Извор  |        |               |       |